# 森川薫
森川 薫（もりかわ かおる、1942年（昭和17年）3月5日 - ）は、日本の政治家。摂津市長を務めた（1988年10月 - 2004年（平成16年）10月。4期16年）。旭日小綬章受章。

## 略歴・人物
現在の大阪府摂津市生まれ。水道に関する技術士資格を持つ市長として、人口普及率11％の下水道の整備を進め、全国平均を超す水準77.7％まで引き上げた。しかし、総事業費約1200億円かけた結果、市財政を圧迫した。市長引退にあたり、健康面での不安と多選の回避を理由に挙げつつこの件に言及し、「他の自治体に先駆けて行財政改革に取り組んできたが、依然厳しい。それが心残りだ」と話した。
市長を退任6年後の2010年10月、大阪府収用委員会の委員に就任した。弁護士の川崎裕子や関西学院大学教授の前田雅子とともに任命され、この3人は大阪府議OB枠を廃止後で初めて選ばれた委員となった。
市長に在職中の1995年に阪神・淡路大震災と遭遇したことから、市職員と自主研究グループを立ち上げて地震予知に挑戦する。「地下水位・水温の異常値から2～3 日以内に地震発生80％以上の確率を示す」としており、2016年10月にはリスク低減トータルソリューションの専門会社「株式会社アースインフォメーション」も設立している。

### 年表
- 1948年（昭和23年）4月 三島町組合立三宅小学校（現・摂津市立三宅柳田小学校）入学[2]
- 1954年4月 茨木市外二ヶ村組合立養精中学校（現・茨木市立養精中学校）入学[2]
- 1957年4月 大阪市立都島工業高等学校土木科入学[2]
- 1960年4月 日本大学理工学部経営工学科土木専攻入学[2]
- 1964年3月 同大学卒業[2]
- 1978年1月 技術士水道部門(上水道)取得[2]
- 2003年11月 APECエンジニア(Civil Engineering)取得[2]
- 1964年4月 森川鑿泉工業所入社[2]
- 1984年12月 (株)森川鑿泉工業所代表取締役就任[2]
- 1985年5月 摂津市商工会議所専務理事就任[2]
- 1988年10月 摂津市長就任[2][6]
- 2004年9月（平成16年）10月 摂津市長退任[2][6]
- 2012年秋の叙勲で旭日小綬章を受章[7]。

## 主な役職
- 社会福祉法人摂津市社会福祉事業団理事長[2]
- 摂津市国際交流協会会長[2]
- 摂津市商工会顧問[2]
- 社団法人生活福祉研究機構理事[2]
- 日本大学大阪校友会相談役[2]
- 社団法人浪速工業会参事[2]
- 摂津市空手道連盟名誉会長[2]
- 摂津市剣道協会名誉顧問[2]
- 摂津市リトルシニア球団名誉会長[2]
- 大阪府市長会会長[2]
- 全国市長会理事[2]